# 西寧駅
西寧駅（せいねいえき/中国語簡体字：西宁火车站/正体字：西寧火車站）は中華人民共和国青海省西寧市城東区建国路にある中国国鉄青蔵鉄路公司が管轄する駅である。西寧市の中心からは5km離れている。

## 駅構造
単式ホーム2面、島式ホーム7面を持つ地上駅である。駅の南北にヤード、車輌基地を持つ。駅拡大改装工事に合わせて西寧地下鉄1号線建設のためのスペースが確保されている。

## 所属路線
- 中国国鉄
  - 蘭青線：本駅が終点、蘭州駅起点より187.4km
  - 青蔵線：本駅起点、ラサ駅終点まで1,956km
  - 寧大線：本駅起点、大通県駅終点まで36.7km
  - 蘭新線第二複線

## 利用状況
本駅は蘭青線、青蔵鉄道、寧大線の旅客、貨物を扱う一等駅である。2009年3月現在、46本の旅客列車が発着し、17本の始発列車がある。

## 駅周辺
- 車站賓館
- 富凱賓館
- 美寧賓館
- 中国農業銀行
- 中国工商銀行
- 東昇賓館
- 江浙賓館
- 厦都酒店
- 西寧バスターミナル（建国大街沿い）
- 湟水河

## 歴史
- 1959年1月 - 建設開始した[3]。
- 1959年10月1日 - 開業した。西寧鉄路局管轄であった。
- 1964年 - 西寧鉄路局が廃止され、蘭州鉄路局管轄になった[3]。
- 1965年 - 青蔵鉄道が海晏まで開通した[3]。
- 1968年 - 大通県支線（寧大線）が開通した[3]。
- 1979年9月 - 青蔵鉄道がゴルムド駅まで開通した。
- 2002年9月3日 - 蘭州鉄路局から青蔵鉄路公司管轄になった[1]。
- 2011年3月10日 - 駅拡張工事のために閉鎖された。閉鎖期間中は西寧西駅が市の代表駅としての機能を果たした。
- 2014年12月25日 - 拡張工事が終わり営業再開された。
- 2014年12月26日 - 蘭新線第二複線が開業した。

## ギャラリー

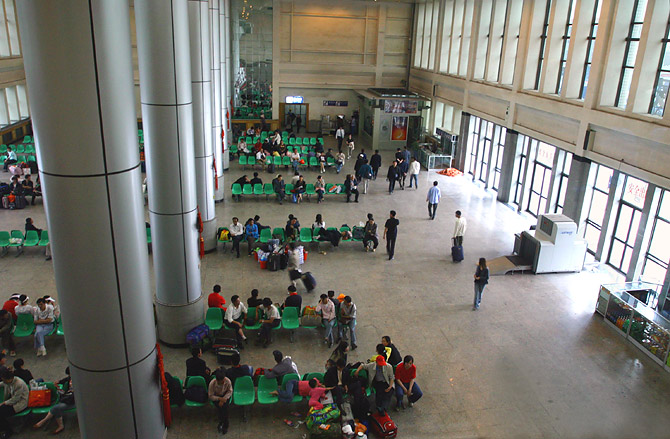
コンコース
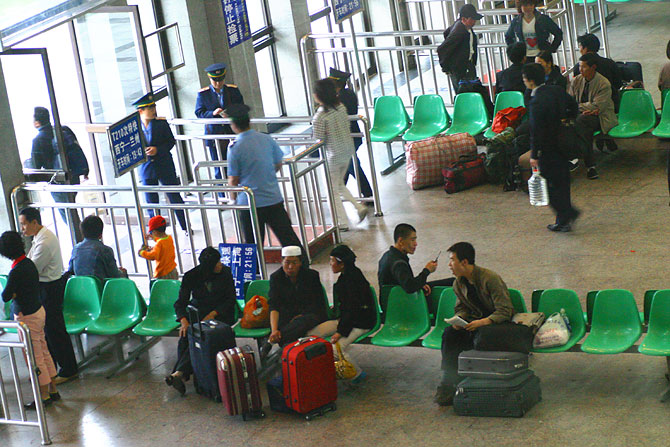
改札口
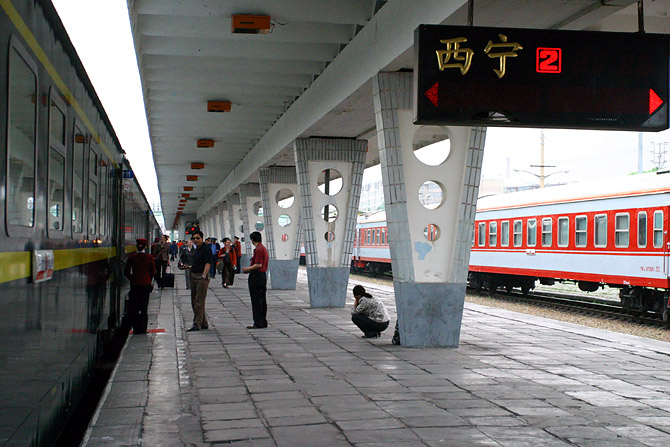
昔のプラットホーム
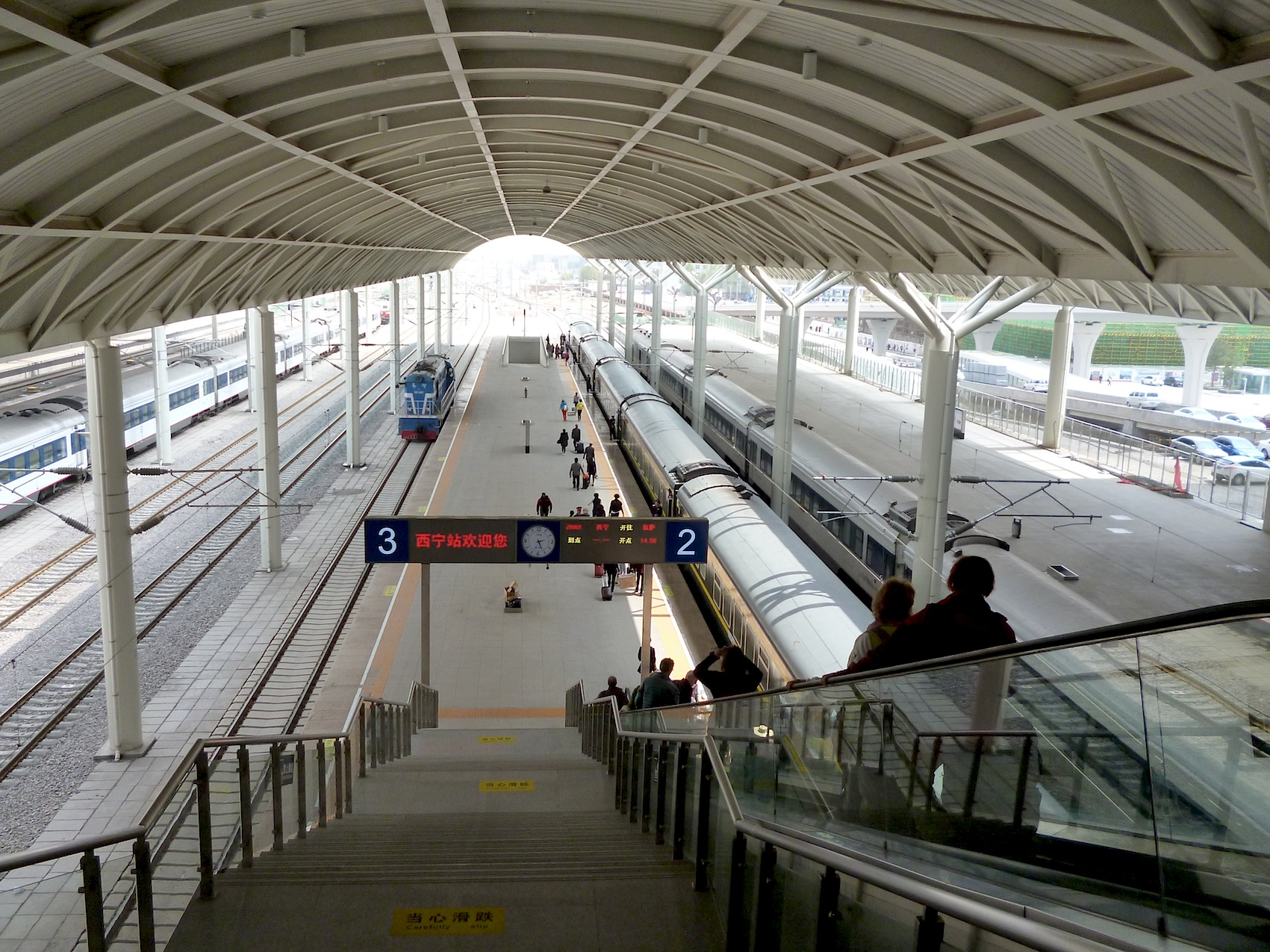
プラットホーム
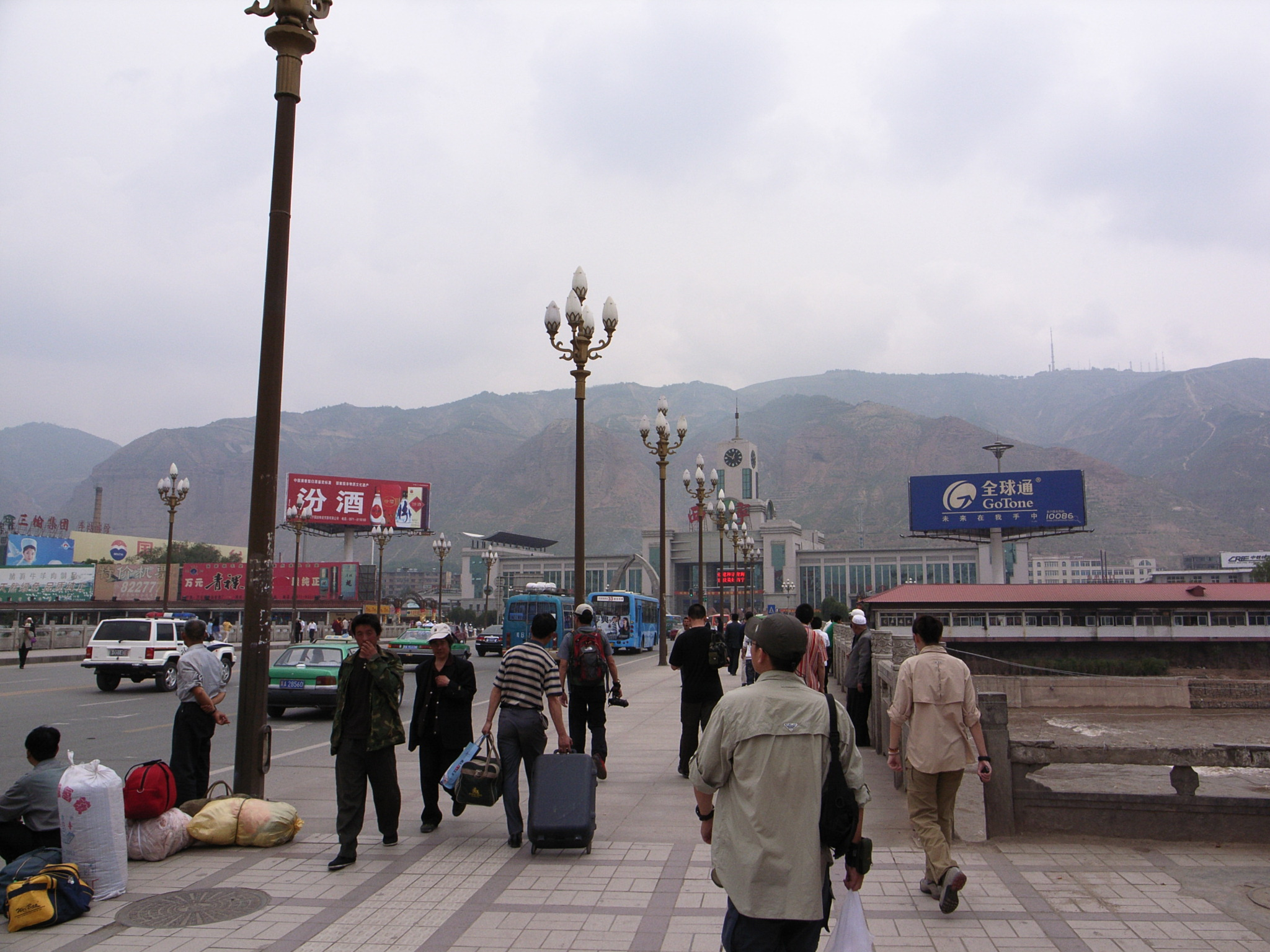
湟水河脇より駅舎を望む
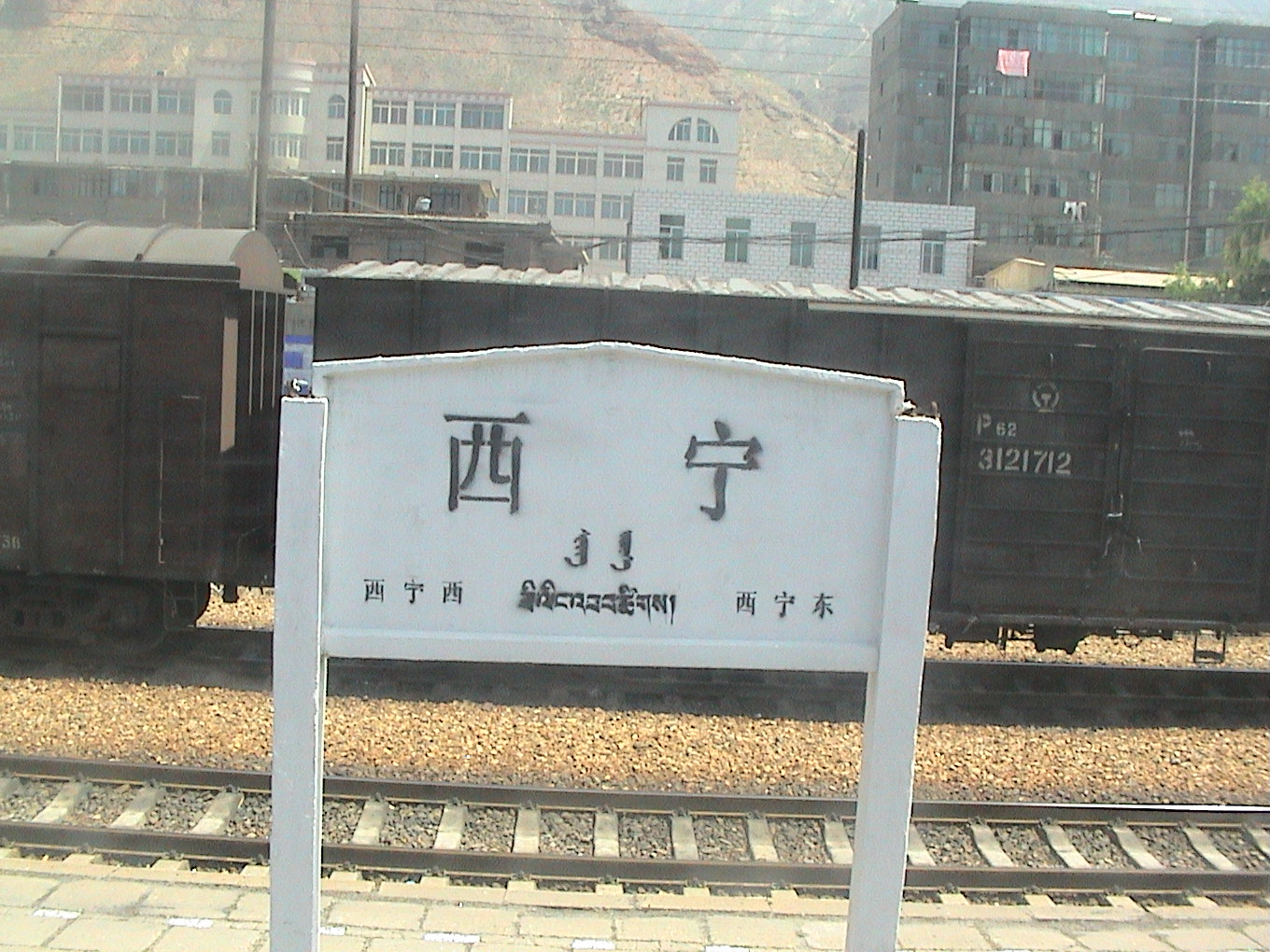
駅名標
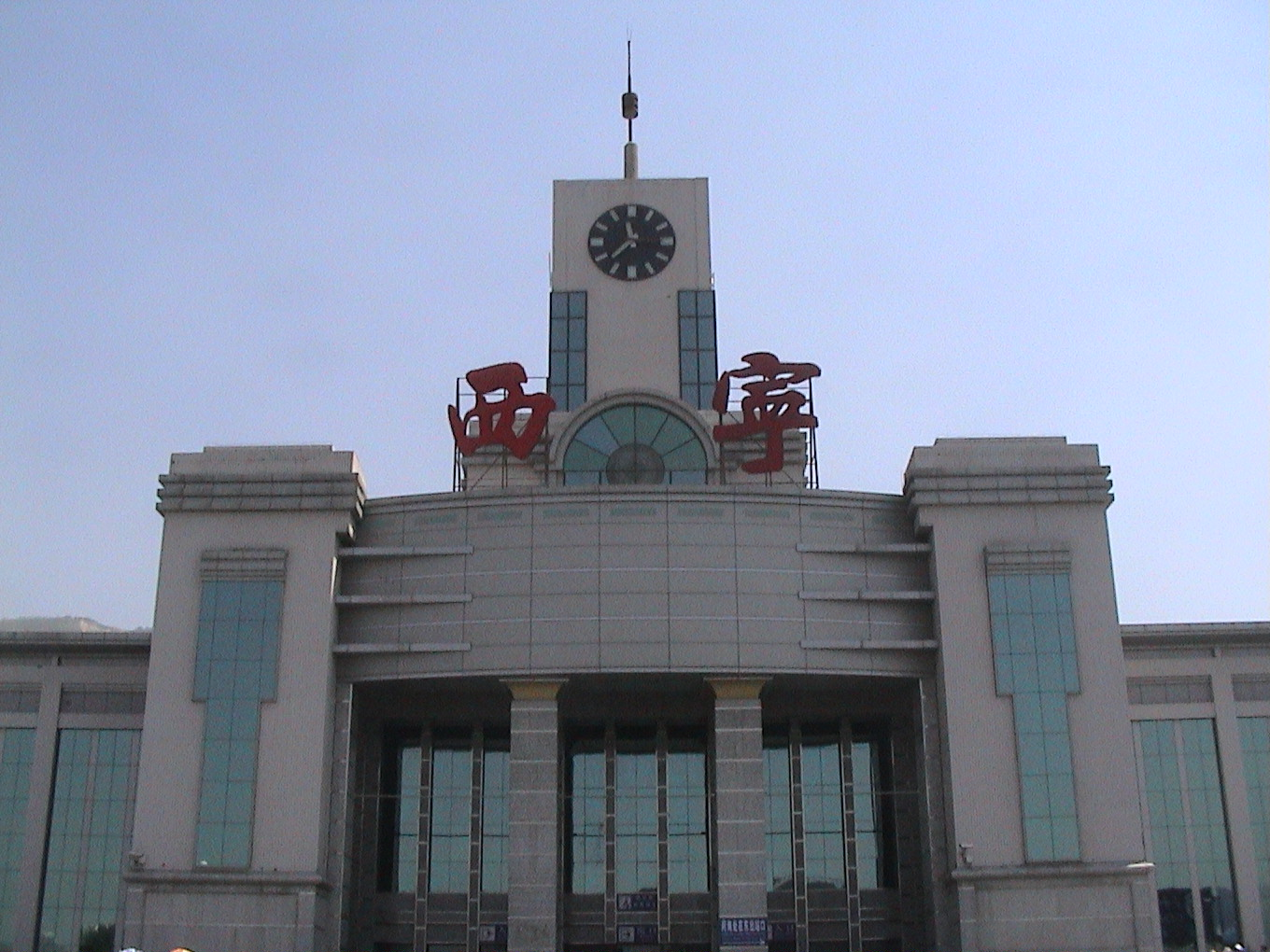
駅舎
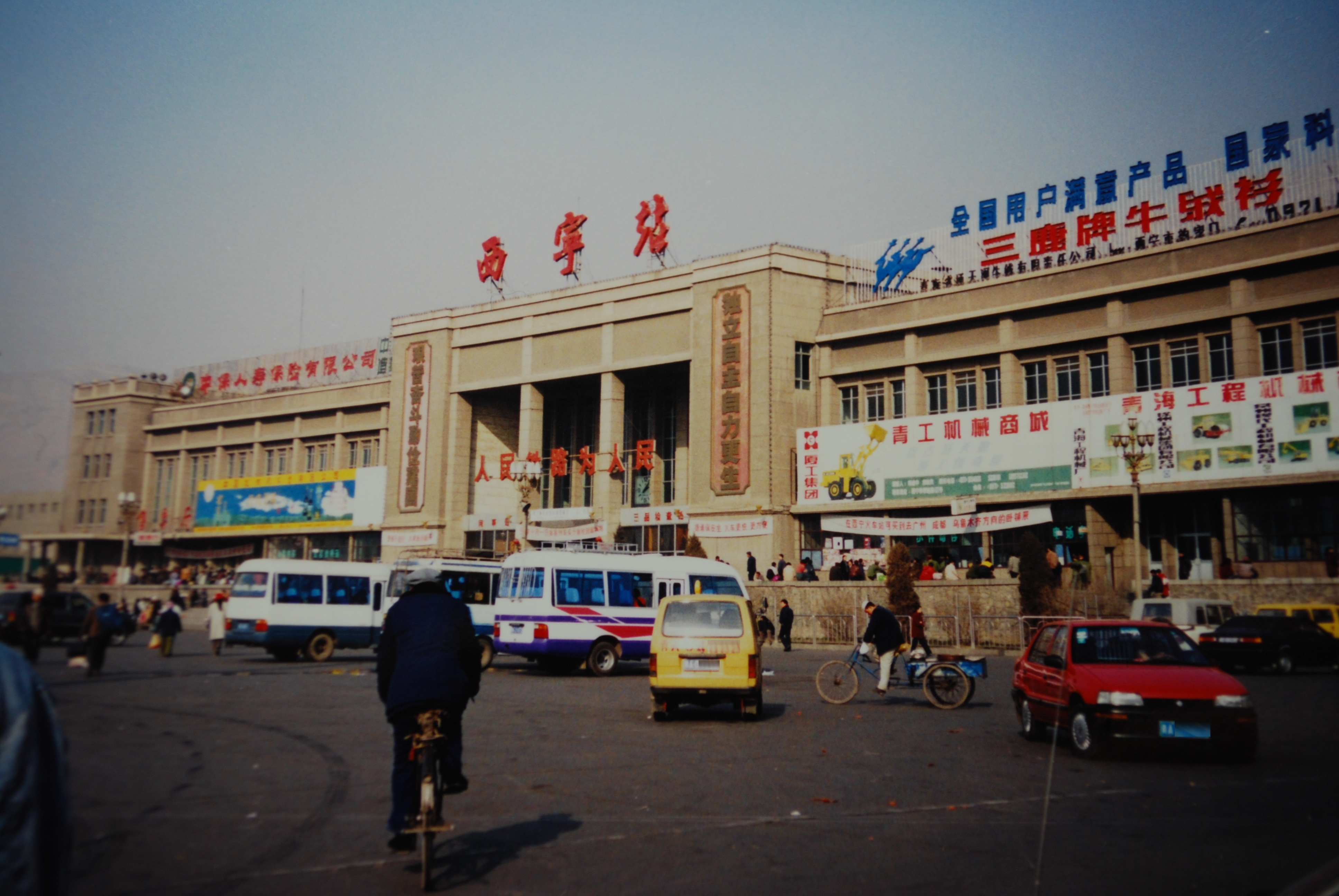
昔の西寧駅（1998年）

## 隣の駅
中国国鉄
蘭青線
西寧東駅 - 西寧駅
青蔵鉄道
西寧駅 - 小橋駅（五等駅） - 西寧西駅
寧大線
西寧駅 - 西寧北駅
蘭新線第二複線
海東西駅 - 西寧駅 - 大通西駅